# Никола Цвятков
Никола Цвятков (Бакърджията, Казанджийчето) е български националреволюционер, деен член на Ловешкия частен революционен комитет на ВРО, съратник на Васил Левски.

## Биография
Никола Цвятков е роден на 18 януари 1849 г. в град Ловеч. Учи в родния си град. Препитава се с направа на медни съдове (бакърджия). От началото на 70-те години на 19 век е член на Ловешкия частен революционен комитет на Вътрешната революционна организация (ВРО). Деен националреволюционер, доверено лице и съратник на Васил Левски.
На 26 декември 1872 г. въпреки засилените мерки за сигурност на турската власт, придружава Васил Левски в последния му път. Арестуван е заедно с него и Христо Цонев (Латинеца) от Ловешката турска полиция в Къкринското ханче. След залавянето им претърпял зверски побой от охраняващите ги заптиета, за да издаде заловения с него „баш комитата ли е", но претърпява всичко, без да издаде Васил Левски. Същото поведение държи при разпитите в затвора в Ловеч и Търново. Следствен по делото на ВРО. Пред Софийската извънредна следствена комисия е разпитан на 12 януари 1873 г. Държи се достойно, отрича познанството си с Васил Левски и не издава нищо. Тъй като не е известен на Димитър Общи, е освободен под поръчителството на влиятелни ловешки граждани.
След Освобождението от османско владичество работи като бакърджия, касапин и горски стражар. Известен е на ловешките граждани с прозвището „Бакърджията“. Жени се за вдовицата на Никола Сирков – Мария Тодорова. И двамата са съратници на Васил Левски.
Никола Цвятков многократно свидетелства за ситуацията, при която е заловен Васил Левски. Пръв го интервюира Захари Стоянов през 1883 г. По негови разкази са и описанията на Христо Иванов-Големия от 1892-1893 г. Подробно разказва историята и пред професор Параскев Стоянов и Тодор Луканов през 1901 г.
Улица в Ловеч е наименувана „Никола Цвятков“.